# Robert Stewart
Robert Stewart, II marqués de Londonderry (18 de junio de 1769-12 de agosto de 1822), conocido en la historia como Lord Castlereagh, fue un estadista angloirlandés.

## Biografía
Stewart nació en Dublín, hijo de Robert Stewart, un prominente terrateniente irlandés que fue miembro del Parlamento inglés y que fue hecho marqués de Londonderry en 1816. Cuando tenía un año, su madre murió y su padre se volvió a casar. 
Como ministro de Exteriores británico, desde 1812 fue fundamental para la gestión de la coalición que derrotó a Napoleón y fue el principal diplomático británico en el Congreso de Viena. Castlereagh fue también líder de la Cámara de los Comunes británica durante el gobierno de Robert Jenkinson desde 1812 hasta su muerte por suicidio en agosto de 1822. Al principio de su carrera, como Jefe de Secretaría de Irlanda, se vio involucrado en sofocar la rebelión irlandesa de 1798 y fue fundamental en la obtención de la aprobación de la polémica Ley irlandesa de la Unión de 1800.
Robert Stewart recibió el título de vizconde de Castlereagh en 1796 cuando a su padre le fue conferido el título de conde de Londonderry. A la muerte de su padre en 1821 le sucedió como II marqués de Londonderry, título al que este había sido elevado 1816, siendo sucedido por su hermanastro Charles Vane como III marqués.
A pesar de sus aportes a la paz post-napoleónica, Castlereagh se hizo impopular entre los británicos.
Al fallecer su padre, le sucedió como marqués de Londonderry en la nobleza irlandesa; sin embargo, siguió ocupando un escaño inglés. Al año siguiente, empezó a sufrir de paranoia o crisis nerviosas probablemente producidas por ataques de gota. Londonderry empezó a descuidar sus obligaciones políticas; él dijo: "Mi mente, por así decirlo, se ha ido". Se retiró a su casa de campo en Kent, pero en agosto de ese año tuvo una audiencia con el rey en la que se mostró mentalmente perturbado. El 12 de agosto se cortó la garganta con una navaja de afeitar. Las investigaciones concluyeron que el marqués se encontraba loco en el momento de su muerte, lo que permitió que su familia no perdiera sus propiedades por el delito de suicidio. El veredicto, además, permitió que fuera enterrado en la abadía de Westminster, en lugar de recibir un entierro vergonzoso. Sin embargo, no se pudieron evitar los abucheos e insultos en la procesión fúnebre por la gran impopularidad del marqués. No se erigió un monumento en su memoria sino hasta 1850, por propuesta de su hermanastro, Charles Vane, quien lo sucedió en sus títulos.
Poco tiempo después de su muerte Lord Byron le dedicó un epitafio satírico:

Posterity will ne'er survey
A nobler grave than this:
Here lie the bones of Castlereagh:
Stop, traveller, and piss
La posteridad nunca verá
una tumba que más noble sea
Aquí yacen los huesos de Castlereagh:
Detente, viajero, y mea.